# Echenais auseris
Echenais auseris är en fjärilsart som beskrevs av William Chapman Hewitson 1863. Echenais auseris ingår i släktet Echenais och familjen Riodinidae. Inga underarter finns listade i Catalogue of Life.